# Ana de Armas
Ana de Armas (n. 30 aprilie 1988, La Habana, Havana Province⁠(d), Cuba) este o actriță cubanezo-spaniolă. Și-a început cariera în Cuba și a avut rolul principal în drama romantică Una rosa de Francia (2006). La vârsta de 18 ani, s-a mutat la Madrid și a jucat în serialul despre adolescenți El Internado, între 2007 și 2010.
După mutarea la Los Angeles, de Armas a avut roluri în filmele Knock Knock (2015) și War Dogs (2016). A apărut apoi într-un rol secundar în filmul pe teme sportive Hands of Stone (2016). A ieșit în evidență cu rolul hologramei din filmul SF Vânătorul de recompense 2049 (2017). Pentru rolul Marta Cabrera din filmul Knives Out (2019), de Armas a fost nominalizată la Globul de Aur pentru cea mai bună actriță (muzical/comedie) și a câștigat Premiul Saturn pentru cea mai bună actriță într-un rol secundar. A apărut în rolul Paloma din filmul Nu e vreme de murit unde joacă rolul Paloma, o agentă CIA care îl ajută pe James Bond. În 2022, a apărut în filmul The Gray Man și joacă rolul Marilyn Monroe în filmul Blonde.